# Shades of gray
Shades of Gray es el sexto episodio del volumen 4: fugitivos y el decimonoveno episodio de la tercera temporada de la serie de televisión estadounidense, Héroes.

## Trama
En Costa Verde, Claire está tratando de recoger sus palomitas cuando de la nada aparece Eric Doyle con un mensaje rebelde que dice: “Claire te salvará”. Obviamente, Claire se niega a creer esto. Sin embargo, Doyle le reprocha el hecho de que los agentes no vienen a buscarla, dándose cuenta de que tiene “pase libre”. Entonces, Doyle le dice que ha cambiado, pero las cosas se intensifican cuando Sandra descubre lo que pasa y Claire nuevamente se niega a ayudarlo, ocasionando que Doyle se moleste y tome el control de ambas, pero las deja vivir con tal de demostrarles que ya no quiere ser un títere nunca más y se marcha. 
Más tarde, Claire considera la petición de ayuda de Doyle y gracias a un consejo se dirige a conseguir un empleo en una tienda de cómics, pasando por una serie de preguntas incómodas de parte del gerente, no obstante ocurre algo sorprendente, ella consigue el trabajo. Horas después sale de la tienda, ve cómo los agentes han localizado a Doyle y empiezan a seguirlo. Doyle, gracias a su habilidad, se deshace fácilmente de Rachel Mills y Claire salva a Doyle de ser atacado por la espalda. Posteriormente, Claire le entrega a Doyle una nueva identidad para poder empezar desde cero, él le agradece y se marcha. 
Danko, que ha puesto a Matt Parkman en el centro de Washington, con bombas en su pecho, intenta de una vez por todas convencer a la gente de que las personas que están cazando no son inocentes, pero Nathan llega a la escena a resolver el problema. Danko entonces ordena que la bomba se active, pero Rebelde desvía la señal y le da el tiempo suficiente a Nathan de desactivar la bomba, mientras este se guía por las instrucciones que Matt le da, leyendo la mente del equipo anti bombas. Una vez desactivada la bomba, Nathan noquea a Matt y es capturado nuevamente. Más tarde Nathan confronta a Danko por la bomba Parkman. Sin embargo, Danko le reprocha lo curioso que es el hecho de que él haya llegado tan rápido a la escena del crimen, así como también usando como ejemplo las últimas palabras que le dirigió Tracy a Nathan cuando es capturada. Nathan entonces le dice que hablará con el presidente.
Tracy es llevada al edificio 26 nuevamente. Durante su transferencia ella ve un monitor que le dice “ten esperanza, la ayuda está llegando”. Una vez en la celda, Nathan habla con Tracy primero disculpándose por todo lo que le hizo pasar y le ofrece su confianza a cambio de su libertad, Danko llega para interrogar a Tracy, pero esta no admite que Nathan tenga una habilidad. Más tarde Danko lee un expediente de Angela Petrelli al parecer queriendo buscar respuestas con ella, Noah entonces le avisa a Ángela sobre este hecho, sin embargo ella le dice que lo tiene todo bajo control. En Nueva York, Danko visita a Angela en un restaurante donde ella está almorzando, Danko directamente le pregunta si Nathan tiene una habilidad, pero Angela le dice que sabe lo que él pasó en Angola y le desvía la pregunta con otra preguntándole cómo fue posible que él sobreviviera entre tantos muertos, Danko sonríe y se marcha.
En el edificio 26, Nathan llega con una orden del presidente de expulsar a Danko de la operación, pero Danko le dispara a la ventana que está detrás de Nathan, acto seguido Danko empuja a Nathan y contempla como este vuela para salvar su vida. 
Sylar finalmente localiza a su padre biológico, una vez en el remolque de su padre, este le asegura que por todo lo que hizo lo matará, pero el extraño hombre comienza a hablar con él, exponiendo que tiene cáncer y la misma habilidad intuitiva, impresionando a Sylar, durante la conversación Sylar le expone su habilidad curativa, hecho que enloquece a Samson e incluso intenta asesinar a su hijo abriendo su cráneo, pero Sylar se libera y lo empieza estrangular pero lo deja vivir para dejarlo sufrir.
Hiro Nakamura y Ando Masahashi llegan a Los Ángeles buscando a Matt Parkman. Estos solo encuentran a una joven desesperada quien los confunde con el servicio de niñeras y les entrega al pequeño Matt Parkman Jr. 
En Costa Verde los agentes vienen por Claire. No encuentran nada, ya que Nathan la recoge y escapan volando, Sylar por otra parte llega al apartamento de Danko y deja allí un conejo disecado, mientras se esconde del otro lado de la pared.